# Ліга конференцій УЄФА 2021—2022
Ліга конференцій УЄФА 2021—2022 — перший сезон Ліги конференцій УЄФА, третього за престижністю європейського щорічного футбольного клубного турніру під егідою УЄФА.
Фінал турніру відбувся на стадіоні «Ейр Албанія» у Тирані, Албанія. Переможець Ліги конференцій 2021—22 автоматично потрапить до групового етапу Ліги Європи УЄФА 2022—23, якщо не кваліфікується до Ліги чемпіонів УЄФА 2022—23 за результатами виступів у національному чемпіонаті.
Цей сезон буде першим після сезону 1998—99 (останній сезон, коли було проведено Кубок володарів кубків УЄФА), в якому УЄФА організовує одразу три великих клубних турніри — Лігу чемпіонів УЄФА, Лігу Європи УЄФА та новоутворену Лігу конференцій УЄФА.

## Розподіл асоціацій
У Лізі конференцій Європи УЄФА 2021—22 беруть участь 184 команди з усіх 55 асоціацій-членів УЄФА. Для визначення кількості команд-учасників від кожної з асоціацій використовується рейтинг асоціацій УЄФА:
- Асоціації 1–5 мають по одній команді.
- Асоціації 6–15 та 51–55 мають по дві команди.
- Асоціації 16–50 (окрім Ліхтенштейну) мають три команди.
- Ліхтенштейн мають лише одну команду (оскільки у Ліхтенштейні не проводять національний чемпіонат, а мають лише кубок).
- Окрім того, 20 команд, які вибули з Ліги чемпіонів УЄФА 2021—22 та 26 команд, які вибули з Ліги Європи УЄФА 2021—22, переходять до Ліги конференцій.

### Рейтинг асоціацій
Асоціації отримують місця у Лізі конференцій УЄФА 2021—22 відповідно до таблиці коефіцієнтів УЄФА–2020, яка враховує результати країн у європейських клубних змаганнях з сезону 2015—16 по 2019—20.
Команди, які потрапили до Ліги конференцій іншим шляхом, відмічені наступним чином:
- (ЛЧ) — Команди, які перейшли з Ліги чемпіонів УЄФА
- (ЛЄ) — Команди, які перейшли з Ліги Європи УЄФА

| Рейтинг | Асоціація  | Коеф.   | Команди | Прим.   |
| ------- | ---------- | ------- | ------- | ------- |
| 1       | Іспанія    | 102.283 | 1       | -1 (ЛЧ) |
| 2       | Англія     | 90.462  | 1       | +1 (ЛЄ) |
| 3       | Німеччина  | 74.784  | 1       |         |
| 4       | Італія     | 70.653  | 1       |         |
| 5       | Франція    | 59.248  | 1       | +1 (ЛЄ) |
| 6       | Португалія | 49.449  | 2       |         |
| 7       | Росія      | 45.549  | 2       |         |
| 8       | Бельгія    | 37.900  | 2       |         |
| 9       | Україна    | 36.100  | 2       | +1 (ЛЄ) |
| 10      | Нідерланди | 35.750  | 2       | +2 (ЛЄ) |
| 11      | Туреччина  | 33.600  | 2       | +1 (ЛЄ) |
| 12      | Австрія    | 32.925  | 2       | +1 (ЛЄ) |
| 13      | Данія      | 29.250  | 2       | +2 (ЛЄ) |
| 14      | Шотландія  | 27.875  | 2       | +2 (ЛЄ) |
| 15      | Чехія      | 27.300  | 2       | +3 (ЛЄ) |
| 16      | Кіпр       | 26.750  | 3       | +2 (ЛЄ) |
| 17      | Швейцарія  | 26.400  | 3       |         |
| 18      | Греція     | 26.300  | 3       |         |
| 19      | Сербія     | 25.500  | 3       |         |

| Рейтинг | Асоціація   | Коеф.  | Команди | Прим.   |
| ------- | ----------- | ------ | ------- | ------- |
| 20      | Хорватія    | 24.875 | 3       |         |
| 21      | Швеція      | 22.750 | 3       |         |
| 22      | Норвегія    | 21.750 | 3       | +1 (ЛЧ) |
| 23      | Ізраїль     | 19.625 | 3       | +1 (ЛЧ) |
| 24      | Казахстан   | 19.250 | 3       | +1 (ЛЄ) |
| 25      | Білорусь    | 18.875 | 3       | +1 (ЛЧ) |
| 26      | Азербайджан | 18.750 | 3       | +1 (ЛЄ) |
| 27      | Болгарія    | 17.375 | 3       |         |
| 28      | Румунія     | 16.700 | 3       | +1 (ЛЄ) |
| 29      | Польща      | 16.625 | 3       |         |
| 30      | Словаччина  | 15.875 | 3       | +1 (ЛЄ) |
| 31      | Ліхтенштейн | 13.500 | 1       |         |
| 32      | Словенія    | 13.000 | 3       | +1 (ЛЄ) |
| 33      | Угорщина    | 12.875 | 3       |         |
| 34      | Люксембург  | 8.000  | 3       | +1 (ЛЧ) |
| 35      | Литва       | 7.875  | 3       | +1 (ЛЄ) |
| 36      | Вірменія    | 7.625  | 3       | +1 (ЛЄ) |
| 37      | Латвія      | 7.625  | 3       | +1 (ЛЧ) |

| Рейтинг | Асоціація            | Коеф. | Команди | Прим.   |
| ------- | -------------------- | ----- | ------- | ------- |
| 38      | Албанія              | 7.375 | 3       | +1 (ЛЧ) |
| 39      | Македонія            | 7.375 | 3       | +1 (ЛЧ) |
| 40      | Боснія і Герцеговина | 6.875 | 3       | +1 (ЛЧ) |
| 41      | Молдова              | 6.750 | 3       |         |
| 42      | Ірландія             | 6.700 | 3       | +1 (ЛЧ) |
| 43      | Фінляндія            | 6.500 | 3       | +1 (ЛЄ) |
| 44      | Грузія               | 5.750 | 3       | +1 (ЛЧ) |
| 45      | Мальта               | 5.750 | 3       | +1 (ЛЧ) |
| 46      | Ісландія             | 5.375 | 3       | +1 (ЛЧ) |
| 47      | Уельс                | 5.000 | 3       | +1 (ЛЧ) |
| 48      | Північна Ірландія    | 4.875 | 3       | +1 (ЛЧ) |
| 49      | Гібралтар            | 4.750 | 3       | +1 (ЛЄ) |
| 50      | Чорногорія           | 4.375 | 3       | +1 (ЛЧ) |
| 51      | Естонія              | 4.375 | 2       | +1 (ЛЄ) |
| 52      | Косово               | 4.000 | 2       | +1 (ЛЧ) |
| 53      | Фарерські острови    | 3.750 | 2       | +1 (ЛЧ) |
| 54      | Андорра              | 2.831 | 2       | +1 (ЛЧ) |
| 55      | Сан-Марино           | 0.666 | 2       | +1 (ЛЧ) |

### Розподіл за раундами
Наведена нижче таблиця показує список квот за замовчуванням.
|                                           |                                          | Команди, що починають з цього раунду | Команди, що проходять з попереднього раунду                                                   | Команди, що переходять з Ліги чемпіонів або Ліги Європи |
| ----------------------------------------- | ---------------------------------------- | --- | --------------------------------------------------------------------------------------------- | --- |
| Перший кваліфікаційний раунд (66 команд)  | Перший кваліфікаційний раунд (66 команд) | - 20 володарів кубків з асоціацій 36–55 - 25 клубів, що зайняли другі місця в чемпіонатах асоціацій 30–55 (окрім Ліхтенштейну) - 21 клубів, що зайняли треті місця в чемпіонатах асоціацій 29–50 (окрім Ліхтенштейну)                                                                                   |                                                                                               | |
| Другий кваліфікаційний раунд (108 команд) | Шлях чемпіонів (18 команд)               | |                                                                                               | - 15 клубів, які вибули після першого кваліфікаційного раунду Ліги чемпіонів УЄФА (шлях чемпіонів) - 3 клуби, які вибули після попереднього кваліфікаційного раунду Ліги чемпіонів УЄФА (шлях чемпіонів) |
| Другий кваліфікаційний раунд (108 команд) | Основний шлях (90 команд)                | - 17 володарів кубків з асоціацій 19–35 - 14 клубів, що зайняли другі місця в чемпіонатах асоціацій 16–29 - 16 клубів, що зайняли треті місця в чемпіонатах асоціацій 13–28 - 9 клубів, що зайняли четверті місця в чемпіонатах асоціацій 7–15 - 1 клуб, що зайняв п'яте місце в чемпіонаті асоціації 6 | - 33 переможця першого кваліфікаційного раунду                                                | |
| Третій кваліфікаційний раунд (64 команди) | Шлях чемпіонів (10 команд)               | | - 9 переможців другого кваліфікаційного раунду (шлях чемпіонів)                               | - 1 клуб, який вибув після першого кваліфікаційного раунду Ліги чемпіонів УЄФА (шлях чемпіонів) |
| Третій кваліфікаційний раунд (64 команди) | Основний шлях (54 команди)               | - 2 володаря кубків з асоціацій 17–18 - 6 клубів, що зайняли треті місця в чемпіонатах асоціацій 7–12 - 1 клуб, що зайняв четверте місце в чемпіонаті асоціації 6 | - 45 переможців другого кваліфікаційного раунду (основний шлях)                               | |
| Раунд плей-оф (44 команди)                | Шлях чемпіонів (10 команд)               | | - 5 переможців третього кваліфікаційного раунду (шлях чемпіонів)                              | - 5 клубів, які вибули після третього кваліфікаційного раунду Ліги Європи УЄФА (шлях чемпіонів) |
| Раунд плей-оф (44 команди)                | Основний шлях (34 команди)               | - 1 клуб, що зайняв п'яте місце в чемпіонаті асоціації 5 - 4 клуби, що зайняли шості місця в чемпіонатах асоціацій 1–4 (володар Кубка ліги для Англії) - -1 переможець попереднього сезону Ліги Європи                                                                                                  | - 27 переможців третього кваліфікаційного раунду (основний шлях)                              | - 3 клуби, які вибули після третього кваліфікаційного раунду Ліги Європи УЄФА (основний шлях) |
| Груповий етап (32 команди)                | Груповий етап (32 команди)               | | - 5 переможців раунду плей-оф (шлях чемпіонів) - 17 переможців раунду плей-оф (основний шлях) | - 10 клубів, які вибули після раунду плей-оф Ліги Європи УЄФА |
| Стикові матчі (16 команд)                 | Стикові матчі (16 команд)                | | - 8 клубів, які посіли другі місця у групах групового етапу                                   | - 8 клубів, які посіли треті місця у групах групового етапу Ліги Європи |
| Плей-оф (16 команд)                       | Плей-оф (16 команд)                      | | - 8 клубів, які посіли перші місця у групах групового етапу - 8 переможців стикових матчів    | |

У списку квот за замовчуванням, три команди, які вибули з третього кваліфікаційного раунду Ліги Європи (основний шлях), переходять до раунду плей-оф Ліги конференцій (основний шлях). Проте лише дві команди перейдуть в цьому сезоні, оскільки путівка до групового етапу Ліги Європи для переможця попереднього розіграшу Ліги конференцій Європи залишиться вакантною (так як цей розіграш є першим). В результаті список квот буде змінено, що УЄФА ще має офіційно підтвердити.
Також до списку буде внесено зміни у випадку, якщо будь-яка з команд, яка пройшла до Ліги Європи чи Ліги конференцій через національний чемпіонат/кубок, також потрапить до Ліги чемпіонів як переможець попереднього розіграшу Ліги чемпіонів чи Ліги Європи, або у випадку, якщо у Лізі чемпіонів та/або Лізі Європи відбудуться зміни до списку квот та менша кількість команд перейде до Ліги конференцій. За наявності вакантного місця у Лізі конференцій, команди з асоціацій з вищим рейтингом з попередніх раундів займуть місця у наступних раундах відповідно до змін, що будуть внесені.

### Список учасників
Примітки в дужках пояснюють, як команда потрапила в свій початковий етап:
- ПК: переможець національного кубку
- 2-е, 3-є, 4-е, 5-е тощо: місце в національному чемпіонаті
- ПО: переможці післясезонного плей-оф за місце в єврокубках
- ЛЧ: перейшли з Ліги чемпіонів
  - КР1: вибули з першого кваліфікаційного раунду
  - ПР: вибули з попереднього раунду (Ф: з фіналу; ПФ: з півфіналу)
- ЛЄ: перейшли з Ліги Європи
  - Гр: третє місце у груповому етапі
  - ПО: вибули з раунду плей-оф
  - ШЧ/ОШ КР3: вибули з третього кваліфікаційного раунду (шлях чемпіонів/основний шлях)
- Нез.: місце в попередньому сезоні національного чемпіонату або переможець кубку, який не було завершено через пандемію COVID-19 та визначається асоціацією; вибір команд має затвердити УЄФА відповідно до вказівок УЄФА щодо потрапляння до єврокубків у такому випадку.[6]

Другий кваліфікаційний раунд, третій кваліфікаційний раунд та раунд плей-оф розділяється на Шлях чемпіонів (ШЧ) та Основний шлях (ОШ).
| Стартовий раунд | Стартовий раунд | Команди                        | Команди                            | Команди                            | Команди                         |
| --------------- | --------------- | ------------------------------ | ---------------------------------- | ---------------------------------- | ------------------------------- |
| Стикові матчі   | Стикові матчі   | Спарта (ЛЄ Гр)                 | ПСВ (ЛЄ Гр)                        | Лестер Сіті (ЛЄ Гр)                | Фенербахче (ЛЄ Гр)              |
| Стикові матчі   | Стикові матчі   | Марсель (ЛЄ Гр)                | Мідтьюлланн (ЛЄ Гр)                | Селтік (ЛЄ Гр)                     | Рапід (ЛЄ Гр)                   |
|                 |                 |                                |                                    |                                    |                                 |
| Груповий етап   | Груповий етап   | Зоря (ЛЄ ПО)                   | АЗ (ЛЄ ПО)                         | Раннерс (ЛЄ ПО)                    | Славія (ЛЄ ПО)                  |
| Груповий етап   | Груповий етап   | Омонія (ЛЄ ПО)                 | Клуж (ЛЄ ПО)                       | Слован (Братислава) (ЛЄ ПО)        | Мура (ЛЄ ПО)                    |
| Груповий етап   | Груповий етап   | Алашкерт (ЛЄ ПО)               | ГІК (ЛЄ ПО)                        |                                    |                                 |
|                 |                 |                                |                                    |                                    |                                 |
| Раунд плей-оф   | ШЧ              | Кайрат (ЛЄ КР3 ШЧ)             | Нефтчі (ЛЄ КР3 ШЧ)                 | Жальгіріс (ЛЄ КР3 ШЧ)              | Лінкольн Ред Імпс (ЛЄ КР3 ШЧ)   |
| Раунд плей-оф   | ШЧ              | Флора (ЛЄ КР3 ШЧ)              |                                    |                                    |                                 |
| Раунд плей-оф   | ОШ              | Тоттенгем Готспур (7-е)        | Уніон (7-е)                        | Рома (7-е)                         | Ренн (6-е)                      |
| Раунд плей-оф   | ОШ              | Сент-Джонстон (ЛЄ КР3 ОШ)      | Яблонець (ЛЄ КР3 ОШ)               | Анортосіс (ЛЄ КР3 ОШ)              |                                 |
|                 |                 |                                |                                    |                                    |                                 |
| КР3             | ШЧ              | Шемрок Роверс (ЛЧ КР1)[ЛЧ КР1] |                                    |                                    |                                 |
| КР3             | ОШ              | Пасуш-де-Феррейра (5-е)        | Рубін (4-е)                        | Андерлехт (4-е)                    | Колос (4-е)                     |
| КР3             | ОШ              | Вітессе (4-е)                  | Трабзонспор (4-е)                  | ЛАСК (4-е)                         | Люцерн (ПК)                     |
| КР3             | ОШ              | ПАОК (ПК)                      |                                    |                                    |                                 |
|                 |                 |                                |                                    |                                    |                                 |
| КР2             | ШЧ              | Буде-Глімт (ЛЧ КР1)            | Маккабі (Хайфа) (ЛЧ КР1)           | Шахтар (ЛЧ КР1)                    | Фола (ЛЧ КР1)                   |
| КР2             | ШЧ              | Рига (ЛЧ КР1)                  | Теута (ЛЧ КР1)                     | Шкендія (ЛЧ КР1)                   | Борац (ЛЧ КР1)                  |
| КР2             | ШЧ              | Динамо (Тбілісі) (ЛЧ КР1)      | Гіберніанс (ЛЧ КР1)                | Валюр (ЛЧ КР1)                     | Коннас-Кі Номадс (ЛЧ КР1)       |
| КР2             | ШЧ              | Лінфілд (ЛЧ КР1)               | Будучност (ЛЧ КР1)                 | Приштина (ЛЧ КР1)                  | Інтер (ЛЧ ПР Ф)                 |
| КР2             | ШЧ              | ГБ Торсгавн (ЛЧ ПР ПФ)         | Фольгоре (ЛЧ ПР ПФ)                |                                    |                                 |
| КР2             | ОШ              | Санта-Клара (6-е)              | Сочі (5-е)                         | Гент (5-е)                         | Ворскла (5-е)                   |
| КР2             | ОШ              | Феєнорд (ПО)                   | Сівасспор (5-е)                    | Аустрія (ПО)                       | Копенгаген (3-є)                |
| КР2             | ОШ              | Орхус (ПО)                     | Гіберніан (3-є)                    | Абердин (4-е)                      | Словацко (4-е)                  |
| КР2             | ОШ              | Вікторія (5-е)                 | Аполлон (2-е)                      | АЕЛ (3-є)                          | Базель (2-е)                    |
| КР2             | ОШ              | Серветт (3-є)                  | Аріс (3-є)                         | АЕК (4-е)                          | Партизан (2-е)                  |
| КР2             | ОШ              | Чукарички (3-є)                | Воєводина (4-е)                    | Осієк (2-е)                        | Рієка (3-є)                     |
| КР2             | ОШ              | Хайдук (4-е)                   | Гаммарбю (ПК)                      | Ельфсборг (2-е)                    | Геккен (3-є)                    |
| КР2             | ОШ              | Молде (2-е)                    | Волеренга (3-є)                    | Русенборг (4-е)[Прим NOR]          | Маккабі (Тель-Авів) (ПК)        |
| КР2             | ОШ              | Ашдод (3-є)                    | Хапоель (Беер-Шева) (4-е)          | Тобол (2-е)                        | Астана (3-є)                    |
| КР2             | ОШ              | Шахтар (4-е)[Прим KAZ]         | БАТЕ (ПК)                          | Торпедо-БелАЗ (3-є)                | Динамо (Брест) (4-е)            |
| КР2             | ОШ              | Кешла (ПК)                     | Карабах (2-е)                      | Сумгаїт (3-є)                      | ЦСКА (ПК)                       |
| КР2             | ОШ              | Локомотив (Пловдив) (2-е)      | Арда (ПО)                          | Університатя (Крайова) (ПК)        | ФКСБ (2-е)                      |
| КР2             | ОШ              | Сепсі (ПО)                     | Ракув (ПК)                         | Погонь (Щецин) (3-є)               | ДАК 1904 (ПК)                   |
| КР2             | ОШ              | Вадуц (Нез. К)[Прим LIE]       | Олімпія (ПК)                       | Уйпешт (ПК)                        | Ф91 Дюделанж (2-е)              |
| КР2             | ОШ              | Паневежис (ПК)                 |                                    |                                    |                                 |
|                 |                 |                                |                                    |                                    |                                 |
| КР1             | КР1             | Шльонськ (4-е)                 | Спартак (Трнава) (3-є)             | Жиліна (ПО)                        | Марибор (2-е)                   |
| КР1             | КР1             | Домжале (4-е)                  | Академія Пушкаша (2-е)             | Фегервар (3-є)                     | Свіфт (3-є)                     |
| КР1             | КР1             | Расінг (4-е)[Прим LUX]         | Судува (2-е)                       | Кауно Жальгіріс (3-є)              | Арарат (ПК)                     |
| КР1             | КР1             | Ноах (2-е)                     | Урарту (3-є)                       | Лієпая (ПК)                        | РФШ (2-е)                       |
| КР1             | КР1             | Валмієра (3-є)                 | Влазнія (ПК)                       | Партизані (3-є)                    | Лачі (4-е)                      |
| КР1             | КР1             | Сілекс (ПК)                    | Шкупі (2-е)                        | Струга (3-є)                       | Сараєво (ПК)                    |
| КР1             | КР1             | Вележ (3-є)                    | Широкі Брієг (4-е)                 | Сфинтул Георге (ПК)                | Петрокуб (2-е)                  |
| КР1             | КР1             | Мілсамі (3-є)                  | Дандолк (ПК)                       | Богеміан (2-е)                     | Слайго Роверз (4-е)             |
| КР1             | КР1             | Інтер (2-е)                    | КуПС (3-є)                         | Гонка (4-е)                        | Гагра (ПК)                      |
| КР1             | КР1             | Динамо (Батумі) (2-е)          | Діла (3-є)                         | Гзіра Юнайтед (Нез. 3-є)[Прим MLT] | Біркіркара (Нез. 4-е)[Прим MLT] |
| КР1             | КР1             | Моста (Нез. 6-е)[Прим MLT]     | Гапнарф'ярдар (Нез. 2-е)[Прим ISL] | Стьярнан (Нез. 3-є)[Прим ISL]      | Брєйдаблік (Нез. 4-е)[Прим ISL] |
| КР1             | КР1             | Нью-Сейнтс (2-е)               | Бала Таун (3-є)[Прим WAL]          | Ньютаун (ПО)                       | Колрейн (2-е)                   |
| КР1             | КР1             | Гленторан (3-є)                | Ларн (ПО)                          | Юероп (2-е)                        | Сент-Джозефс (3-є)              |
| КР1             | КР1             | Монс Кальпе (4-е)              | Сутьєска (2-е)                     | Дечич (3-є)                        | Подгориця (4-е)                 |
| КР1             | КР1             | ФКІ Левадія (ПК)               | Пайде (2-е)                        | Ллапі (ПК)                         | Дріта (2-е)                     |
| КР1             | КР1             | НСІ Рунавік (2-е)              | Клаксвік (3-є)                     | Сан-Жулія (ПК)                     | Санта-Колома (3-є)              |
| КР1             | КР1             | Ла Фіоріта (ПК)                | Тре Пенне (3-є)                    |                                    |                                 |

До змагання потрапили команди не з найвищого дивізіону країни — Гагра (2-й рівень), Сілекс (2-й рівень) та Вадуц (2-й рівень чемпіонату Швейцарії).
Примітки
1. ^ Ліга чемпіонів (ЛЧ КР1): Одна з команд, які вибули з першого кваліфікаційного раунду Ліги чемпіонів (визначається жеребкуванням) потрапить одразу до третього кваліфікаційного раунду (шлях чемпіонів), оскільки путівка переможця Ліги чемпіонів залишилася вільною і, в результаті, менша кількість команд потрапляє до першого кваліфікаційного раунду Ліги чемпіонів.
2. ^ Ісландія (ISL): Урвалсдейлд 2020 та Кубок Ісландії з футболу 2020 були скасовані через пандемію COVID-19. Футбольна асоціація Ісландії обрала друге, третє та четверте місце за середньою кількістю очок на момент скасування чемпіонату (Гапнарф'ярдар, Стьярнан та Брєйдаблік відповідно) для участі у першому кваліфікаційному раунді.[7]
3. ^ Казахстан (KAZ): Кубок Казахстану з футболу 2020 було скасовано через пандемію COVID-19. Казахстанська федерація футболу обрала четверте місце чемпіонату Казахстану для участі у другому кваліфікаційному раунді.[8]
4. ^ Ліхтенштейн (LIE): Кубок Ліхтенштейну 2020—21 було скасовано через пандемію COVID-19. Ліхтенштейнський футбольний союз обрав команду з найвищим клубним коефіцієнтом (Вадуц) для участі у другому кваліфікаційному раунді.[9]
5. ^ Люксембург (LUX): Кубок Люксембургу з футболу 2020—2021 було скасовано через пандемію COVID-19. Федерація футболу Люксембургу обрала четверте місце Національного дивізіону Люксембургу для участі у другому кваліфікаційному раунді.[10]
6. ^ Норвегія (NOR): Кубок Норвегії з футболу 2020 було скасовано через пандемію COVID-19. Норвезька футбольна асоціація обрала четверте місце чемпіонату Елітесеріен 2020 для участі у другому кваліфікаційному раунді.[11]
7. ^ Мальта (MLT): Чемпіонат Мальти з футболу 2020—2021 та Кубок Мальти з футболу 2020—2021 були скасовані через пандемію COVID-19. Футбольна асоціація Мальти обрала друге, третє та четверте місце чемпіонату Мальти на момент скасування (Гіберніанс, Гзіра Юнайтед та Біркіркара відповідно) для участі у другому кваліфікаційному раунді Ліги конференцій 2021—22. Проте Хамрун Спартанс, які були раніше оголошені чемпіонами, були дискваліфіковані від участі у єврокубках через договірні матчі. Отже, Гіберніанс зайняв їх місце у кваліфікації Ліги чемпіонів, а до кваліфікації Ліги конференцій потрапило 6-е місце чемпіонату (Моста), оскільки 5-е місце (Сліма Вондерерс) не отримали ліцензію від УЄФА.[12][13][14]
8. ^ Уельс (WAL): Оскільки Кубок Уельсу з футболу 2020 було скасовано через пандемію COVID-19, путівка переможця кубку перейшла до переможця післясезонного плей-оф чемпіонату Уельсу 2020—21.

## Розклад матчів і жеребкувань
Нижче наведено розклад матчів і жеребкувань. Усі жеребкування проводяться у штаб-квартирі УЄФА у Ньйоні, якщо не вказано інше місце.
Матчі заплановані на четвер, хоча, як виключення, деякі матчі можуть проходити у вівторок чи середу у разі виникнення конфлікту у розкладі. Попри те, що для обмеженої кількості команд матчі можуть починатися о 17:30 за київським часом (16:30 CET/CEST), більшість матчів мають починатися о 19:45 та 22:00 за київським часом.
| Етап          | Раунд                        | Дата жеребкування | Перші матчі                                      | Матчі-відповіді                                  |
| ------------- | ---------------------------- | ----------------- | ------------------------------------------------ | ------------------------------------------------ |
| Кваліфікація  | Перший кваліфікаційний раунд | 15 червня 2021    | 8 липня 2021                                     | 15 липня 2021                                    |
| Кваліфікація  | Другий кваліфікаційний раунд | 16 червня 2021    | 22 липня 2021                                    | 29 липня 2021                                    |
| Кваліфікація  | Третій кваліфікаційний раунд | 19 липня 2021     | 5 серпня 2021                                    | 12 серпня 2021                                   |
| Кваліфікація  | Раунд плей-оф                | 2 серпня 2021     | 19 серпня 2021                                   | 26 серпня 2021                                   |
| Груповий етап | Тур 1                        | 27 серпня 2021    | 16 вересня 2021                                  | 16 вересня 2021                                  |
| Груповий етап | Тур 2                        | 27 серпня 2021    | 30 вересня 2021                                  | 30 вересня 2021                                  |
| Груповий етап | Тур 3                        | 27 серпня 2021    | 21 жовтня 2021                                   | 21 жовтня 2021                                   |
| Груповий етап | Тур 4                        | 27 серпня 2021    | 4 листопада 2021                                 | 4 листопада 2021                                 |
| Груповий етап | Тур 5                        | 27 серпня 2021    | 25 листопада 2021                                | 25 листопада 2021                                |
| Груповий етап | Тур 6                        | 27 серпня 2021    | 9 грудня 2021                                    | 9 грудня 2021                                    |
| Плей-оф       | Стикові матчі                | 13 грудня 2021    | 17 лютого 2022                                   | 24 лютого 2022                                   |
| Плей-оф       | 1/8 фіналу                   | 25 лютого 2022    | 10 березня 2022                                  | 17 березня 2022                                  |
| Плей-оф       | 1/4 фіналу                   | 18 березня 2022   | 7 квітня 2022                                    | 14 квітня 2022                                   |
| Плей-оф       | 1/2 фіналу                   | 18 березня 2022   | 28 квітня 2022                                   | 5 травня 2022                                    |
| Плей-оф       | Фінал                        | 18 березня 2022   | 25 травня 2022 на стадіоні «Ейр Албанія», Тирана | 25 травня 2022 на стадіоні «Ейр Албанія», Тирана |

## Кваліфікація

### Перший кваліфікаційний раунд
Жеребкування відбулося 15 червня 2021 року. Перші матчі відбулися 6 та 8 липня 2021 року, матчі-відповіді — 13 та 15 липня 2021 року.
| Команда 1     | Заг.           | Команда 2        | 1-й матч | 2-й матч |
| ------------- | -------------- | ---------------- | -------- | -------- |
| ФКІ Левадія   | 4:2            | Сент-Джозефс     | 3:1      | 1:1      |
| Інтер         | 1:3            | Академія Пушкаша | 1:1      | 0:2      |
| Дріта         | 3:1            | Дечич            | 2:1      | 1:0      |
| Судува        | 2:1            | Валмієра         | 2:1      | 0:0      |
| Біркіркара    | 2:1            | Ла Фіоріта       | 1:0      | 1:1      |
| Монс Кальпе   | 1:5            | Санта-Колома     | 1:1      | 0:4      |
| Вележ         | 4:2            | Колрейн          | 2:1      | 2:1      |
| Домжале       | 2:1            | Свіфт            | 1:0      | 1:1      |
| Шкупі         | 3:1            | Ллапі            | 2:0      | 1:1      |
| Тре Пенне     | 0:7            | Динамо (Батумі)  | 0:4      | 0:3      |
| Партизані     | 8:4            | Сфинтул Георге   | 5:2      | 3:2      |
| Марибор       | 2:0            | Урарту           | 1:0      | 1:0      |
| Подгориця     | 1:3            | Лачі             | 1:0      | 0:3 (дч) |
| Мілсамі       | 1:0            | Сараєво          | 0:0      | 1:0      |
| Ноах          | 1:5            | КуПС             | 1:0      | 0:5      |
| Жиліна        | 6:3            | Діла             | 5:1      | 1:2      |
| Гапнарф'ярдар | 3:1            | Слайго Роверз    | 1:0      | 2:1      |
| Пайде         | 1:4            | Шльонськ         | 1:2      | 0:2      |
| РФШ           | 6:5            | Клаксвік         | 2:3      | 4:2 (дч) |
| Бала Таун     | 0:2            | Ларн             | 0:1      | 0:1      |
| Фегервар      | 1:3            | Арарат           | 1:1      | 0:2      |
| Сутьєска      | 2:1            | Гагра            | 1:0      | 1:1      |
| Сілекс        | 1:2            | Петрокуб         | 1:1      | 0:1      |
| Широкі Брієг  | 3:4            | Влазнія          | 3:1      | 0:3      |
| Стьярнан      | 1:4            | Богеміан         | 1:1      | 0:3      |
| Гленторан     | 1:3            | Нью-Сейнтс       | 1:1      | 0:2      |
| Сан-Жулія     | 1:1 (пен. 3:5) | Гзіра Юнайтед    | 0:0      | 1:1      |
| Юероп         | 0:2            | Кауно Жальгіріс  | 0:0      | 0:2      |
| Дандолк       | 5:0            | Ньютаун          | 4:0      | 1:0      |
| Моста         | 3:4            | Спартак (Трнава) | 3:2      | 0:2      |
| Лієпая        | 5:2            | Струга           | 1:1      | 4:1      |
| Расінг        | 2:5            | Брєйдаблік       | 2:3      | 0:2      |
| Гонка         | 3:1            | НСІ Рунавік      | 0:0      | 3:1      |

1. 1 2 3 4 5 6 7 8  Порядок матчів було змінено після жеребкування.

### Другий кваліфікаційний раунд
Жеребкування відбулося 16 червня 2021 року. Перші матчі відбулися 20-22 липня 2021 року, матчі-відповіді — 27 та 29 липня 2021 року.
| Команда 1        | Заг. | Команда 2        | 1-й матч | 2-й матч |
| ---------------- | ---- | ---------------- | -------- | -------- |
| Теута            | 3:2  | Інтер            | 0:2      | 3:0 (дч) |
| Рига             | 3:0  | Шкендія          | 2:0      | 1:0      |
| Динамо (Тбілісі) | 2:7  | Маккабі (Хайфа)  | 1:2      | 1:5      |
| ГБ Торсгавн      | 6:0  | Будучност        | 4:0      | 2:0      |
| Лінфілд          | 4:0  | Борац            | 4:0      | 0:0      |
| Шахтар           | 1:3  | Фола             | 1:2      | 0:1      |
| Фольгоре         | 3:7  | Гіберніанс       | 1:3      | 2:4      |
| Приштина         | 6:5  | Коннас-Кі Номадс | 4:1      | 2:4      |
| Валюр            | 0:6  | Буде-Глімт       | 0:3      | 0:3      |

1. ↑  Порядок матчів було змінено після жеребкування.

| Команда 1           | Заг.           | Команда 2              | 1-й матч | 2-й матч |
| ------------------- | -------------- | ---------------------- | -------- | -------- |
| КуПС                | 5:4            | Ворскла                | 2:2      | 3:2 (дч) |
| ФКСБ                | 2:2 (пен. 3:5) | Шахтар                 | 1:0      | 1:2      |
| Арда                | 0:6            | Хапоель (Беер-Шева)    | 0:2      | 0:4      |
| Аполлон             | 3:5            | Жиліна                 | 1:3      | 2:2      |
| Чукарички           | 2:0            | Сумгаїт                | 0:0      | 2:0      |
| Сутьєска            | 1:3            | Маккабі (Тель-Авів)    | 0:0      | 1:3      |
| Астана              | 3:2            | Аріс                   | 2:0      | 1:2 (дч) |
| Петрокуб            | 0:2            | Сівасспор              | 0:1      | 0:1      |
| АЕЛ                 | 2:0            | Влазнія                | 1:0      | 1:0      |
| Сочі                | 7:2            | Кешла                  | 3:0      | 4:2      |
| Ельфсборг           | 9:0            | Мілсамі                | 4:0      | 5:0      |
| РФШ                 | 5:0            | Академія Пушкаша       | 3:0      | 2:0      |
| Динамо (Батумі)     | 4:2            | БАТЕ                   | 0:1      | 4:1      |
| Партизан            | 3:0            | ДАК 1904               | 1:0      | 2:0      |
| Дандолк             | 4:3            | ФКІ Левадія            | 2:2      | 2:1      |
| Гзіра Юнайтед       | 0:3            | Рієка                  | 0:2      | 0:1      |
| Вікторія            | 4:2            | Динамо (Брест)         | 2:1      | 2:1      |
| Кауно Жальгіріс     | 1:10           | Нью-Сейнтс             | 0:5      | 1:5      |
| Домжале             | 2:1            | Гонка                  | 1:1      | 1:0      |
| ЦСКА                | 0:0 (пен. 3:1) | Лієпая                 | 0:0      | 0:0      |
| Шкупі               | 0:5            | Санта-Клара            | 0:3      | 0:2      |
| Гіберніан           | 5:1            | Санта-Колома           | 3:0      | 2:1      |
| Ларн                | 3:2            | Орхус                  | 2:1      | 1:1      |
| Гент                | 4:2            | Волеренга              | 4:0      | 0:2      |
| Ф91 Дюделанж        | 0:4            | Богеміан               | 0:1      | 0:3      |
| Вележ               | 2:2 (пен. 3:2) | АЕК                    | 2:1      | 0:1      |
| Карабах             | 1:0            | Ашдод                  | 0:0      | 1:0      |
| Локомотив (Пловдив) | 1:1 (пен. 3:2) | Словацко               | 1:0      | 0:1      |
| Арарат              | 5:7            | Шльонськ               | 2:4      | 3:3      |
| Лачі                | 1:0            | Університатя (Крайова) | 1:0      | 0:0      |
| Дріта               | 2:3            | Феєнорд                | 0:0      | 2:3      |
| Базель              | 5:0            | Партизані              | 3:0      | 2:0      |
| Погонь (Щецин)      | 0:1            | Осієк                  | 0:0      | 0:1      |
| Аустрія             | 2:3            | Брєйдаблік             | 1:1      | 1:2      |
| Олімпія             | 1:1 (пен. 5:4) | Біркіркара             | 1:0      | 0:1      |
| Гаммарбю            | 4:1            | Марибор                | 3:1      | 1:0      |
| Молде               | 3:2            | Серветт                | 3:0      | 0:2      |
| Уйпешт              | 5:2            | Вадуц                  | 2:1      | 3:1      |
| Судува              | 0:0 (пен. 3:4) | Ракув                  | 0:0      | 0:0      |
| Спартак (Трнава)    | 1:1 (пен. 4:3) | Сепсі                  | 0:0      | 1:1      |
| Гапнарф'ярдар       | 1:6            | Русенборг              | 0:2      | 1:4      |
| Копенгаген          | 9:1            | Торпедо-БелАЗ          | 4:1      | 5:0      |
| Паневежис           | 0:2            | Воєводина              | 0:1      | 0:1      |
| Хайдук              | 3:4            | Тобол                  | 2:0      | 1:4 (дч) |
| Абердин             | 5:3            | Геккен                 | 5:1      | 0:2      |

1. ↑  Порядок матчів було змінено після жеребкування.

### Третій кваліфікаційний раунд
Жеребкування відбулося 19 липня 2021 року. Перші матчі відбулися 3 та 5 серпня 2021 року, матчі-відповіді — 10 та 12 серпня 2021 року.
| Команда 1       | Заг. | Команда 2   | 1-й матч | 2-й матч |
| --------------- | ---- | ----------- | -------- | -------- |
| Маккабі (Хайфа) | 7:3  | ГБ Торсгавн | 7:2      | 0:1      |
| Лінфілд         | 2:4  | Фола        | 1:2      | 1:2      |
| Шемрок Роверс   | 3:0  | Теута       | 1:0      | 2:0      |
| Рига            | 4:2  | Гіберніанс  | 0:1      | 4:1 (дч) |
| Приштина        | 2:3  | Буде-Глімт  | 2:1      | 0:2      |

| Команда 1           | Заг.           | Команда 2           | 1-й матч | 2-й матч |
| ------------------- | -------------- | ------------------- | -------- | -------- |
| Динамо (Батумі)     | 2:3            | Сівасспор           | 1:2      | 1:1 (дч) |
| КуПС                | 5:4            | Астана              | 1:1      | 4:3      |
| Сочі                | 3:3 (пен. 2:4) | Партизан            | 1:1      | 2:2      |
| Шльонськ            | 2:5            | Хапоель (Беер-Шева) | 2:1      | 0:4      |
| Санта-Клара         | 3:0            | Олімпія             | 2:0      | 1:0      |
| Уйпешт              | 1:6            | Базель              | 1:2      | 0:4      |
| Ельфсборг           | 5:2            | Вележ               | 1:1      | 4:1      |
| Колос               | 0:0 (пен. 1:3) | Шахтар              | 0:0      | 0:0      |
| Пасуш-де-Феррейра   | 4:1            | Ларн                | 4:0      | 0:1      |
| Люцерн              | 0:6            | Феєнорд             | 0:3      | 0:3      |
| Гент                | 3:2            | РФШ                 | 2:2      | 1:0      |
| Гіберніан           | 2:5            | Рієка               | 1:1      | 1:4      |
| Брєйдаблік          | 3:5            | Абердин             | 2:3      | 1:2      |
| Трабзонспор         | 4:4 (пен. 4:3) | Молде               | 3:3      | 1:1      |
| Богеміан            | 2:3            | ПАОК                | 2:1      | 0:2      |
| Нью-Сейнтс          | 5:5 (пен. 1:4) | Вікторія            | 4:2      | 1:3      |
| Ракув               | 1:0            | Рубін               | 0:0      | 1:0 (дч) |
| Локомотив (Пловдив) | 3:5            | Копенгаген          | 1:1      | 2:4      |
| Чукарички           | 4:6            | Гаммарбю            | 3:1      | 1:5      |
| Тобол               | 0:6            | Жиліна              | 0:1      | 0:5      |
| ЦСКА                | 5:3            | Осієк               | 4:2      | 1:1      |
| Воєводина           | 1:7            | ЛАСК                | 0:1      | 1:6      |
| АЕЛ                 | 1:2            | Карабах             | 1:1      | 0:1      |
| Спартак (Трнава)    | 0:1            | Маккабі (Тель-Авів) | 0:0      | 0:1      |
| Русенборг           | 8:2            | Домжале             | 6:1      | 2:1      |
| Лачі                | 1:5            | Андерлехт           | 0:3      | 1:2      |
| Вітессе             | 4:3            | Дандолк             | 2:2      | 2:1      |

### Раунд плей-оф
Жеребкування відбулося 2 серпня 2021 року. Перші матчі відбулися 19 серпня 2021 року, матчі-відповіді — 26 серпня 2021 року.
| Команда 1 | Заг. | Команда 2         | 1-й матч | 2-й матч |
| --------- | ---- | ----------------- | -------- | -------- |
| Жальгіріс | 2:3  | Буде-Глімт        | 2:2      | 0:1      |
| Нефтчі    | 3:7  | Маккабі (Хайфа)   | 3:3      | 0:4      |
| Флора     | 5:2  | Шемрок Роверс     | 4:2      | 1:0      |
| Рига      | 2:4  | Лінкольн Ред Імпс | 1:1      | 1:3 (дч) |
| Фола      | 2:7  | Кайрат            | 1:4      | 1:3      |

| Команда 1           | Заг.           | Команда 2           | 1-й матч | 2-й матч |
| ------------------- | -------------- | ------------------- | -------- | -------- |
| Карабах             | 4:1            | Абердин             | 1:0      | 3:1      |
| Базель              | 4:4 (пен. 4:3) | Гаммарбю            | 3:1      | 1:3      |
| Вікторія            | 2:3            | ЦСКА                | 2:0      | 0:3 (дч) |
| Пасуш-де-Феррейра   | 1:3            | Тоттенгем Готспур   | 1:0      | 0:3      |
| Ренн                | 5:1            | Русенборг           | 2:0      | 3:1      |
| Андерлехт           | 4:5            | Вітессе             | 3:3      | 1:2      |
| ЛАСК                | 3:1            | Сент-Джонстон       | 1:1      | 2:0      |
| Шахтар              | 1:4            | Маккабі (Тель-Авів) | 1:2      | 0:2      |
| ПАОК                | 3:1            | Рієка               | 1:1      | 2:0      |
| КуПС                | 0:4            | Уніон               | 0:4      | 0:0      |
| Феєнорд             | 6:3            | Ельфсборг           | 5:0      | 1:3      |
| Ракув               | 1:3            | Гент                | 1:0      | 0:3      |
| Сівасспор           | 1:7            | Копенгаген          | 1:2      | 0:5      |
| Санта-Клара         | 2:3            | Партизан            | 2:1      | 0:2      |
| Трабзонспор         | 1:5            | Рома                | 1:2      | 0:3      |
| Хапоель (Беер-Шева) | 1:3            | Анортосіс           | 0:0      | 1:3      |
| Яблонець            | 8:1            | Жиліна              | 5:1      | 3:0      |

## Груповий етап
Жеребкування групового етапу відбулося 27 серпня 2021 року о 14:30 у  Стамбулі. За результатами жеребкування 32 команди було поділено на 8 груп (по 4 команди в кожній). Для жеребкування команди було розділено на 4 кошика на основі клубних коефіцієнтів УЄФА — 2021. Команди з однієї асоціації не можуть потрапити в одну групу. Також, з політичних причин, в одній групі не можуть грати команди з Азербайджану та Вірменії.
Матчі групового етапу пройдуть 16 і 30 вересня, 21 жовтня, 4 і 25 листопада та 9 грудня 2021. Перші місця груп проходять до 1/8 фіналу, а другі місця — до стикових матчів.
Алашкерт, Буде-Глімт, Кайрат, Лінкольн Ред Імпс, Мура, Раннерс, Флора та Уніон вперше потрапили до групового етапу європейських змагань. Також Алашкерт, Лінкольн Ред Імпс, Флора стали першими командами з Вірменії, Гібралтару та Естонії відповідно, які потрапили до групового етапу змагань УЄФА.

### Група A
| Поз | Команда             | І | В | Н | П | ГЗ | ГП | РГ  | О  | Кваліфікація             |     | ЛАСК | МТА | ГІК | АЛА |
| --- | ------------------- | - | - | - | - | -- | -- | --- | -- | ------------------------ | --- | ---- | --- | --- | --- |
| 1   | ЛАСК                | 6 | 5 | 1 | 0 | 12 | 1  | +11 | 16 | Вихід в 1/8 фіналу       |     | —    | 1:1 | 3:0 | 2:0 |
| 2   | Маккабі (Тель-Авів) | 6 | 3 | 2 | 1 | 14 | 4  | +10 | 11 | Вихід до стикових матчів |     | 0:1  | —   | 3:0 | 4:1 |
| 3   | ГІК                 | 6 | 2 | 0 | 4 | 5  | 15 | −10 | 6  |                          |     | 0:2  | 0:5 | —   | 1:0 |
| 4   | Алашкерт            | 6 | 0 | 1 | 5 | 4  | 15 | −11 | 1  |                          | 0:3 | 1:1  | 2:4 | —   |     |

### Група B
| Поз | Команда   | І | В | Н | П | ГЗ | ГП | РГ | О  | Кваліфікація             |     | ГНТ | ПАР | АНО | ФЛО |
| --- | --------- | - | - | - | - | -- | -- | -- | -- | ------------------------ | --- | --- | --- | --- | --- |
| 1   | Гент      | 6 | 4 | 1 | 1 | 6  | 2  | +4 | 13 | Вихід в 1/8 фіналу       |     | —   | 1:1 | 2:0 | 1:0 |
| 2   | Партизан  | 6 | 2 | 2 | 2 | 6  | 4  | +2 | 8  | Вихід до стикових матчів |     | 0:1 | —   | 1:1 | 2:0 |
| 3   | Анортосіс | 6 | 1 | 3 | 2 | 6  | 9  | −3 | 6  |                          |     | 1:0 | 0:2 | —   | 2:2 |
| 4   | Флора     | 6 | 1 | 2 | 3 | 5  | 8  | −3 | 5  |                          | 0:1 | 1:0 | 2:2 | —   |     |

### Група C
| Поз | Команда    | І | В | Н | П | ГЗ | ГП | РГ  | О  | Кваліфікація             |     | РОМ | БГЛ | ЗОР | ЦСС |
| --- | ---------- | - | - | - | - | -- | -- | --- | -- | ------------------------ | --- | --- | --- | --- | --- |
| 1   | Рома       | 6 | 4 | 1 | 1 | 18 | 11 | +7  | 13 | Вихід в 1/8 фіналу       |     | —   | 2:2 | 4:0 | 5:1 |
| 2   | Буде-Глімт | 6 | 3 | 3 | 0 | 14 | 5  | +9  | 12 | Вихід до стикових матчів |     | 6:1 | —   | 3:1 | 2:0 |
| 3   | Зоря       | 6 | 2 | 1 | 3 | 5  | 11 | −6  | 7  |                          |     | 0:3 | 1:1 | —   | 2:0 |
| 4   | ЦСКА       | 6 | 0 | 1 | 5 | 3  | 13 | −10 | 1  |                          | 2:3 | 0:0 | 0:1 | —   |     |

### Група D
| Поз | Команда  | І | В | Н | П | ГЗ | ГП | РГ | О  | Кваліфікація             |     | АЗ  | РАН | ЯБЛ | КЛЖ |
| --- | -------- | - | - | - | - | -- | -- | -- | -- | ------------------------ | --- | --- | --- | --- | --- |
| 1   | АЗ       | 6 | 4 | 2 | 0 | 8  | 3  | +5 | 14 | Вихід в 1/8 фіналу       |     | —   | 1:0 | 1:0 | 2:0 |
| 2   | Раннерс  | 6 | 1 | 4 | 1 | 9  | 9  | 0  | 7  | Вихід до стикових матчів |     | 2:2 | —   | 2:2 | 2:1 |
| 3   | Яблонець | 6 | 1 | 3 | 2 | 6  | 8  | −2 | 6  |                          |     | 1:1 | 2:2 | —   | 1:0 |
| 4   | Клуж     | 6 | 1 | 1 | 4 | 4  | 7  | −3 | 4  |                          | 0:1 | 1:1 | 2:0 | —   |     |

### Група E
| Поз | Команда         | І | В | Н | П | ГЗ | ГП | РГ | О  | Кваліфікація             |     | ФЕЄ | СЛА | УНБ | МХА |
| --- | --------------- | - | - | - | - | -- | -- | -- | -- | ------------------------ | --- | --- | --- | --- | --- |
| 1   | Феєнорд         | 6 | 4 | 2 | 0 | 11 | 6  | +5 | 14 | Вихід в 1/8 фіналу       |     | —   | 2:1 | 3:1 | 2:1 |
| 2   | Славія          | 6 | 2 | 2 | 2 | 8  | 7  | +1 | 8  | Вихід до стикових матчів |     | 2:2 | —   | 3:1 | 1:0 |
| 3   | Уніон           | 6 | 2 | 1 | 3 | 8  | 9  | −1 | 7  |                          |     | 1:2 | 1:1 | —   | 3:0 |
| 4   | Маккабі (Хайфа) | 6 | 1 | 1 | 4 | 2  | 7  | −5 | 4  |                          | 0:0 | 1:0 | 0:1 | —   |     |

### Група F
| Поз | Команда             | І | В | Н | П | ГЗ | ГП | РГ  | О  | Кваліфікація             |     | КОП | ПАОК | СЛО | ЛРІ |
| --- | ------------------- | - | - | - | - | -- | -- | --- | -- | ------------------------ | --- | --- | ---- | --- | --- |
| 1   | Копенгаген          | 6 | 5 | 0 | 1 | 15 | 5  | +10 | 15 | Вихід в 1/8 фіналу       |     | —   | 1:2  | 2:0 | 3:1 |
| 2   | ПАОК                | 6 | 3 | 2 | 1 | 8  | 4  | +4  | 11 | Вихід до стикових матчів |     | 1:2 | —    | 1:1 | 2:0 |
| 3   | Слован (Братислава) | 6 | 2 | 2 | 2 | 8  | 7  | +1  | 8  |                          |     | 1:3 | 0:0  | —   | 2:0 |
| 4   | Лінкольн Ред Імпс   | 6 | 0 | 0 | 6 | 2  | 17 | −15 | 0  |                          | 0:4 | 0:2 | 1:4  | —   |     |

### Група G
| Поз | Команда           | І | В | Н | П | ГЗ | ГП | РГ | О  | Кваліфікація             |     | РЕН | ВІТ | ТОТ | МУР |
| --- | ----------------- | - | - | - | - | -- | -- | -- | -- | ------------------------ | --- | --- | --- | --- | --- |
| 1   | Ренн              | 6 | 4 | 2 | 0 | 13 | 7  | +6 | 14 | Вихід в 1/8 фіналу       |     | —   | 3:3 | 2:2 | 1:0 |
| 2   | Вітессе           | 6 | 3 | 1 | 2 | 12 | 9  | +3 | 10 | Вихід до стикових матчів |     | 1:2 | —   | 1:0 | 3:1 |
| 3   | Тоттенгем Готспур | 6 | 2 | 1 | 3 | 11 | 11 | 0  | 7  |                          |     | 0:3 | 3:2 | —   | 5:1 |
| 4   | Мура              | 6 | 1 | 0 | 5 | 5  | 14 | −9 | 3  |                          | 1:2 | 0:2 | 2:1 | —   |     |

1. ↑  Матч 6-го туру Тоттенгем ‒ Ренн мав був перенесений на невизначений термін через масове зараження гравців Тоттенгему коронавірусною хворобою. Пізніше УЄФА призначили Тоттенгему технічну поразку.

### Група H
| Поз | Команда | І | В | Н | П | ГЗ | ГП | РГ | О  | Кваліфікація             |     | БАЗ | КАР | ОМО | КАЙ |
| --- | ------- | - | - | - | - | -- | -- | -- | -- | ------------------------ | --- | --- | --- | --- | --- |
| 1   | Базель  | 6 | 4 | 2 | 0 | 14 | 6  | +8 | 14 | Вихід в 1/8 фіналу       |     | —   | 3:0 | 3:1 | 4:2 |
| 2   | Карабах | 6 | 3 | 2 | 1 | 10 | 8  | +2 | 11 | Вихід до стикових матчів |     | 0:0 | —   | 2:2 | 2:1 |
| 3   | Омонія  | 6 | 0 | 4 | 2 | 5  | 10 | −5 | 4  |                          |     | 1:1 | 1:4 | —   | 0:0 |
| 4   | Кайрат  | 6 | 0 | 2 | 4 | 6  | 11 | −5 | 2  |                          | 2:3 | 1:2 | 0:0 | —   |     |

## Плей-оф
Кожна зустріч у плей-оф, окрім фіналу, проходить у двоматчевому форматі (вдома та на виїзді).
Процедура жеребкування для кожного раунду виглядає наступним чином:
- У жеребкуванні стикових матчів 8 других місць групового етапу є сіяними, а 8 команд, що посіли третє місце в групах Ліги Європи — несіяними. Сіяні команди грають з несіяними. Сіяна команда грає вдома у матчі-відповіді. Команди з однієї асоціації не можуть грати між собою.
- У жеребкуванні 1/8 фіналу 8 переможців груп є сіяними, а 8 переможців стикових матчів — несіяними. Сіяні команди грають з несіяними. Сіяна команда грає вдома у матчі-відповіді. Команди з однієї асоціації не можуть грати між собою.
- У жеребкуванні 1/4 фіналу та 1/2 фіналу немає сіяних та несіяних, а також відсутні обмеження, що накладалися в 1/8 фіналу, тобто будь-яка команда може грати з будь-якою іншою. Оскільки жеребкування 1/4 та 1/2 фіналу проводяться разом, не буде відомо, які з команд пройшли до 1/2 фіналу. Також жеребкуванням визначається, переможець якого з півфіналів буде номінальним «господарем» у фіналі (лише адміністративно, оскільки фінал проводиться на нейтральному стадіоні).

### Турнірна сітка
|  |                     |                     |                 |                 |                 |                  |                 |                  |                  |                  |                         |                  |  |  |             |             |            |            |            |  |  |            |            |            |            |            |  |  |       |       |       |
|  | Стикові матчі       | Стикові матчі       | Стикові матчі   | Стикові матчі   | Стикові матчі   |                  |                 | 1/8 фіналу       | 1/8 фіналу       | 1/8 фіналу       | 1/8 фіналу              | 1/8 фіналу       |  |  | 1/4 фіналу  | 1/4 фіналу  | 1/4 фіналу | 1/4 фіналу | 1/4 фіналу |  |  | 1/2 фіналу | 1/2 фіналу | 1/2 фіналу | 1/2 фіналу | 1/2 фіналу |  |  | Фінал | Фінал | Фінал |
|  | Стикові матчі       | Стикові матчі       | Стикові матчі   | Стикові матчі   | Стикові матчі   |                  |                 | 1/8 фіналу       | 1/8 фіналу       | 1/8 фіналу       | 1/8 фіналу              | 1/8 фіналу       |  |  | 1/4 фіналу  | 1/4 фіналу  | 1/4 фіналу | 1/4 фіналу | 1/4 фіналу |  |  | 1/2 фіналу | 1/2 фіналу | 1/2 фіналу | 1/2 фіналу | 1/2 фіналу |  |  | Фінал | Фінал | Фінал |
|  |                     |                     |                 |                 |                 | 10 та 17 березня |                 |                  |                  |                  |                         |                  |  |  |             |             |            |            |            |  |  |            |            |            |            |            |  |  |       |       |       |
|  |                     |                     |                 |                 |                 |                  |                 |                  |                  |                  |                         |                  |  |  |             |             |            |            |            |  |  |            |            |            |            |            |  |  |       |       |       |
|  | 17 та 24 лютого     | 17 та 24 лютого     | 17 та 24 лютого | 17 та 24 лютого | 17 та 24 лютого | Лестер Сіті      | Лестер Сіті     | 2                | 1                | 3                |                         |                  |  |  |             |             |            |            |            |  |  |            |            |            |            |            |  |  |       |       |       |
|  | 17 та 24 лютого     | 17 та 24 лютого     | 17 та 24 лютого | 17 та 24 лютого | 17 та 24 лютого | Лестер Сіті      | Лестер Сіті     | 2                | 1                | 3                | 7 та 14 квітня          |                  |  |  |             |             |            |            |            |  |  |            |            |            |            |            |  |  |       |       |       |
|  | Лестер Сіті         | Лестер Сіті         | 4               | 3               | 7               |                  |                 | Ренн             | Ренн             | 0                | 2                       | 2                |  |  |             |             |            |            |            |  |  |            |            |            |            |            |  |  |       |       |       |
|  | Лестер Сіті         | Лестер Сіті         | 4               | 3               | 7               |                  |                 | Ренн             | Ренн             | 0                | 2                       | 2                |  |  | Лестер Сіті | Лестер Сіті | 0          | 2          | 2          |  |  |            |            |            |            |            |  |  |       |       |       |
|  | Раннерс             | Раннерс             | 1               | 1               | 2               |                  |                 | 10 та 17 березня | 10 та 17 березня | 10 та 17 березня | 10 та 17 березня        | 10 та 17 березня |  |  | Лестер Сіті | Лестер Сіті | 0          | 2          | 2          |  |  |            |            |            |            |            |  |  |       |       |       |
|  | Раннерс             | Раннерс             | 1               | 1               | 2               |                  |                 | 10 та 17 березня | 10 та 17 березня | 10 та 17 березня | 10 та 17 березня        | 10 та 17 березня |  |  | ПСВ         | ПСВ         | 0          | 1          | 1          |  |  |            |            |            |            |            |  |  |       |       |       |
|  | 17 та 24 лютого     | 17 та 24 лютого     | 17 та 24 лютого | 17 та 24 лютого | 17 та 24 лютого | ПСВ              | ПСВ             | 4                | 4                | 8                |                         |                  |  |  | ПСВ         | ПСВ         | 0          | 1          | 1          |  |  |            |            |            |            |            |  |  |       |       |       |
|  | 17 та 24 лютого     | 17 та 24 лютого     | 17 та 24 лютого | 17 та 24 лютого | 17 та 24 лютого | ПСВ              | ПСВ             | 4                | 4                | 8                | 28 квітня та 5 травня   |                  |  |  |             |             |            |            |            |  |  |            |            |            |            |            |  |  |       |       |       |
|  | ПСВ                 | ПСВ                 | 1               | 1               | 2               |                  |                 | Копенгаген       | Копенгаген       | 4                | 0                       | 4                |  |  |             |             |            |            |            |  |  |            |            |            |            |            |  |  |       |       |       |
|  | ПСВ                 | ПСВ                 | 1               | 1               | 2               |                  |                 | Копенгаген       | Копенгаген       | 4                | 0                       | 4                |  |  | Лестер Сіті | Лестер Сіті | 1          | 0          | 1          |  |  |            |            |            |            |            |  |  |       |       |       |
|  | Маккабі (Тель-Авів) | Маккабі (Тель-Авів) | 0               | 1               | 1               |                  |                 | 10 та 17 березня | 10 та 17 березня | 10 та 17 березня | 10 та 17 березня        | 10 та 17 березня |  |  |             |             |            | 0          | 1          |  |  |            |            |            |            |            |  |  |       |       |       |
|  | Маккабі (Тель-Авів) | Маккабі (Тель-Авів) | 0               | 1               | 1               |                  |                 | 10 та 17 березня | 10 та 17 березня | 10 та 17 березня | 10 та 17 березня        | 10 та 17 березня |  |  | Рома        | Рома        | 1          | 1          | 2          |  |  |            |            |            |            |            |  |  |       |       |       |
|  | 17 та 24 лютого     | 17 та 24 лютого     | 17 та 24 лютого | 17 та 24 лютого | 17 та 24 лютого | Буде-Глімт (дч)  | Буде-Глімт (дч) | 2                | 2                | 2                |                         |                  |  |  |             | Рома        | 1          | 1          | 2          |  |  |            |            |            |            |            |  |  |       |       |       |
|  | 17 та 24 лютого     | 17 та 24 лютого     | 17 та 24 лютого | 17 та 24 лютого | 17 та 24 лютого | Буде-Глімт (дч)  | Буде-Глімт (дч) | 2                | 2                | 2                | 7 та 14 квітня          |                  |  |  |             |             |            |            |            |  |  |            |            |            |            |            |  |  |       |       |       |
|  | Селтік              | Селтік              | 1               | 0               | 1               |                  |                 | АЗ               | АЗ               | 1                | 2                       | 3                |  |  |             |             |            |            |            |  |  |            |            |            |            |            |  |  |       |       |       |
|  | Селтік              | Селтік              | 1               | 0               | 1               |                  |                 | АЗ               | АЗ               | 1                | 2                       | 3                |  |  | Буде-Глімт  | Буде-Глімт  | 2          | 0          | 2          |  |  |            |            |            |            |            |  |  |       |       |       |
|  | Буде-Глімт          | Буде-Глімт          | 3               | 2               | 5               |                  |                 | 10 та 17 березня | 10 та 17 березня | 10 та 17 березня | 10 та 17 березня        | 10 та 17 березня |  |  | Буде-Глімт  | Буде-Глімт  | 2          | 0          | 2          |  |  |            |            |            |            |            |  |  |       |       |       |
|  | Буде-Глімт          | Буде-Глімт          | 3               | 2               | 5               |                  |                 | 10 та 17 березня | 10 та 17 березня | 10 та 17 березня | 10 та 17 березня        | 10 та 17 березня |  |  | Рома        | Рома        | 1          | 4          | 5          |  |  |            |            |            |            |            |  |  |       |       |       |
|  | 17 та 24 лютого     | 17 та 24 лютого     | 17 та 24 лютого | 17 та 24 лютого | 17 та 24 лютого | Вітессе          | Вітессе         | 0                | 1                | 1                |                         |                  |  |  | Рома        | Рома        | 1          | 4          | 5          |  |  |            |            |            |            |            |  |  |       |       |       |
|  | 17 та 24 лютого     | 17 та 24 лютого     | 17 та 24 лютого | 17 та 24 лютого | 17 та 24 лютого | Вітессе          | Вітессе         | 0                | 1                | 1                | 25 травня – Ейр Албанія |                  |  |  |             |             |            |            |            |  |  |            |            |            |            |            |  |  |       |       |       |
|  | Рапід               | Рапід               | 2               | 0               | 2               |                  |                 | Рома             | Рома             | 1                | 1                       | 2                |  |  |             |             |            |            |            |  |  |            |            |            |            |            |  |  |       |       |       |
|  | Рапід               | Рапід               | 2               | 0               | 2               |                  |                 | Рома             | Рома             | 1                | 1                       | 2                |  |  | Рома        | Рома        | 1          |            |            |  |  |            |            |            |            |            |  |  |       |       |       |
|  | Вітессе             | Вітессе             | 1               | 2               | 3               |                  |                 | 10 та 17 березня | 10 та 17 березня | 10 та 17 березня | 10 та 17 березня        | 10 та 17 березня |  |  |             |             |            |            |            |  |  |            |            |            |            |            |  |  |       |       |       |
|  | Вітессе             | Вітессе             | 1               | 2               | 3               |                  |                 | 10 та 17 березня | 10 та 17 березня | 10 та 17 березня | 10 та 17 березня        | 10 та 17 березня |  |  | Феєнорд     | Феєнорд     | 0          |            |            |  |  |            |            |            |            |            |  |  |       |       |       |
|  | 17 та 24 лютого     | 17 та 24 лютого     | 17 та 24 лютого | 17 та 24 лютого | 17 та 24 лютого | Партизан         | Партизан        | 2                | 1                | 3                |                         |                  |  |  |             | Феєнорд     | 0          |            |            |  |  |            |            |            |            |            |  |  |       |       |       |
|  | 17 та 24 лютого     | 17 та 24 лютого     | 17 та 24 лютого | 17 та 24 лютого | 17 та 24 лютого | Партизан         | Партизан        | 2                | 1                | 3                | 7 та 14 квітня          |                  |  |  |             |             |            |            |            |  |  |            |            |            |            |            |  |  |       |       |       |
|  | Спарта              | Спарта              | 0               | 1               | 1               |                  |                 | Феєнорд          | Феєнорд          | 5                | 3                       | 8                |  |  |             |             |            |            |            |  |  |            |            |            |            |            |  |  |       |       |       |
|  | Спарта              | Спарта              | 0               | 1               | 1               |                  |                 | Феєнорд          | Феєнорд          | 5                | 3                       | 8                |  |  | Феєнорд     | Феєнорд     | 3          | 3          | 6          |  |  |            |            |            |            |            |  |  |       |       |       |
|  | Партизан            | Партизан            | 1               | 2               | 3               |                  |                 | 10 та 17 березня | 10 та 17 березня | 10 та 17 березня | 10 та 17 березня        | 10 та 17 березня |  |  | Феєнорд     | Феєнорд     | 3          | 3          | 6          |  |  |            |            |            |            |            |  |  |       |       |       |
|  | Партизан            | Партизан            | 1               | 2               | 3               |                  |                 | 10 та 17 березня | 10 та 17 березня | 10 та 17 березня | 10 та 17 березня        | 10 та 17 березня |  |  | Славія      | Славія      | 3          | 1          | 4          |  |  |            |            |            |            |            |  |  |       |       |       |
|  | 17 та 24 лютого     | 17 та 24 лютого     | 17 та 24 лютого | 17 та 24 лютого | 17 та 24 лютого | Славія           | Славія          | 4                | 3                | 7                |                         |                  |  |  | Славія      | Славія      | 3          | 1          | 4          |  |  |            |            |            |            |            |  |  |       |       |       |
|  | 17 та 24 лютого     | 17 та 24 лютого     | 17 та 24 лютого | 17 та 24 лютого | 17 та 24 лютого | Славія           | Славія          | 4                | 3                | 7                | 28 квітня та 5 травня   |                  |  |  |             |             |            |            |            |  |  |            |            |            |            |            |  |  |       |       |       |
|  | Фенербахче          | Фенербахче          | 2               | 2               | 4               |                  |                 | ЛАСК             | ЛАСК             | 1                | 4                       | 5                |  |  |             |             |            |            |            |  |  |            |            |            |            |            |  |  |       |       |       |
|  | Фенербахче          | Фенербахче          | 2               | 2               | 4               |                  |                 | ЛАСК             | ЛАСК             | 1                | 4                       | 5                |  |  | Феєнорд     | Феєнорд     | 3          | 0          | 3          |  |  |            |            |            |            |            |  |  |       |       |       |
|  | Славія              | Славія              | 3               | 3               | 6               |                  |                 | 10 та 17 березня | 10 та 17 березня | 10 та 17 березня | 10 та 17 березня        | 10 та 17 березня |  |  |             |             |            | 0          | 3          |  |  |            |            |            |            |            |  |  |       |       |       |
|  | Славія              | Славія              | 3               | 3               | 6               |                  |                 | 10 та 17 березня | 10 та 17 березня | 10 та 17 березня | 10 та 17 березня        | 10 та 17 березня |  |  | Марсель     | Марсель     | 2          | 0          | 2          |  |  |            |            |            |            |            |  |  |       |       |       |
|  | 17 та 24 лютого     | 17 та 24 лютого     | 17 та 24 лютого | 17 та 24 лютого | 17 та 24 лютого | Марсель          | Марсель         | 2                | 2                | 4                |                         |                  |  |  |             | Марсель     | 2          | 0          | 2          |  |  |            |            |            |            |            |  |  |       |       |       |
|  | 17 та 24 лютого     | 17 та 24 лютого     | 17 та 24 лютого | 17 та 24 лютого | 17 та 24 лютого | Марсель          | Марсель         | 2                | 2                | 4                | 7 та 14 квітня          |                  |  |  |             |             |            |            |            |  |  |            |            |            |            |            |  |  |       |       |       |
|  | Марсель             | Марсель             | 3               | 3               | 6               |                  |                 | Базель           | Базель           | 1                | 1                       | 2                |  |  |             |             |            |            |            |  |  |            |            |            |            |            |  |  |       |       |       |
|  | Марсель             | Марсель             | 3               | 3               | 6               |                  |                 | Базель           | Базель           | 1                | 1                       | 2                |  |  | Марсель     | Марсель     | 2          | 1          | 3          |  |  |            |            |            |            |            |  |  |       |       |       |
|  | Карабах             | Карабах             | 1               | 0               | 1               |                  |                 | 10 та 17 березня | 10 та 17 березня | 10 та 17 березня | 10 та 17 березня        | 10 та 17 березня |  |  | Марсель     | Марсель     | 2          | 1          | 3          |  |  |            |            |            |            |            |  |  |       |       |       |
|  | Карабах             | Карабах             | 1               | 0               | 1               |                  |                 | 10 та 17 березня | 10 та 17 березня | 10 та 17 березня | 10 та 17 березня        | 10 та 17 березня |  |  | ПАОК        | ПАОК        | 1          | 0          | 1          |  |  |            |            |            |            |            |  |  |       |       |       |
|  | 17 та 24 лютого     | 17 та 24 лютого     | 17 та 24 лютого | 17 та 24 лютого | 17 та 24 лютого | ПАОК             | ПАОК            | 1                | 2                | 3                |                         |                  |  |  | ПАОК        | ПАОК        | 1          | 0          | 1          |  |  |            |            |            |            |            |  |  |       |       |       |
|  | 17 та 24 лютого     | 17 та 24 лютого     | 17 та 24 лютого | 17 та 24 лютого | 17 та 24 лютого | ПАОК             | ПАОК            | 1                | 2                | 3                |                         |                  |  |  |             |             |            |            |            |  |  |            |            |            |            |            |  |  |       |       |       |
|  | Мідтьюлланн         | Мідтьюлланн         | 1               | 1               | 2 (3)           |                  |                 | Гент             | Гент             | 0                | 1                       | 1                |  |  |             |             |            |            |            |  |  |            |            |            |            |            |  |  |       |       |       |
|  | Мідтьюлланн         | Мідтьюлланн         | 1               | 1               | 2 (3)           |                  |                 | Гент             | Гент             | 0                | 1                       | 1                |  |  |             |             |            |            |            |  |  |            |            |            |            |            |  |  |       |       |       |
|  | ПАОК (пен.)         | ПАОК (пен.)         | 0               | 2               | 2 (5)           |                  |                 |                  |                  |                  |                         |                  |  |  |             |             |            |            |            |  |  |            |            |            |            |            |  |  |       |       |       |
|  | ПАОК (пен.)         | ПАОК (пен.)         | 0               | 2               | 2 (5)           |                  |                 |                  |                  |                  |                         |                  |  |  |             |             |            |            |            |  |  |            |            |            |            |            |  |  |       |       |       |

### Стикові матчі
Жеребкування відбулося 13 грудня 2021 року.
Перші матчі відбулися 17 лютого 2022 року, матчі-відповіді — 24 лютого.
| Команда 1   | Заг.           | Команда 2           | 1-й матч | 2-й матч |
| ----------- | -------------- | ------------------- | -------- | -------- |
| Марсель     | 6:1            | Карабах             | 3:1      | 3:0      |
| ПСВ         | 2:1            | Маккабі (Тель-Авів) | 1:0      | 1:1      |
| Фенербахче  | 4:6            | Славія              | 2:3      | 2:3      |
| Мідтьюлланн | 2:2 (пен. 3:5) | ПАОК                | 1:0      | 1:2 (дч) |
| Лестер Сіті | 7:2            | Раннерс             | 4:1      | 3:1      |
| Селтік      | 1:5            | Буде-Глімт          | 1:3      | 0:2      |
| Спарта      | 1:3            | Партизан            | 0:1      | 1:2      |
| Рапід       | 2:3            | Вітессе             | 2:1      | 0:2      |

### 1/8 фіналу
Жеребкування відбулося 25 лютого 2021 року.
Перші матчі відбулися 10 березня 2022 року, а матчі-відповіді — 17 березня. 
| Команда 1   | Заг. | Команда 2  | 1-й матч | 2-й матч |
| ----------- | ---- | ---------- | -------- | -------- |
| Марсель     | 4:2  | Базель     | 2:1      | 2:1      |
| Лестер Сіті | 3:2  | Ренн       | 2:0      | 1:2      |
| ПАОК        | 3:1  | Гент       | 1:0      | 2:1      |
| Вітессе     | 1:2  | Рома       | 0:1      | 1:1      |
| ПСВ         | 8:4  | Копенгаген | 4:4      | 4:0      |
| Славія      | 7:5  | ЛАСК       | 4:1      | 3:4      |
| Буде-Глімт  | 4:3  | АЗ         | 2:1      | 2:2 (дч) |
| Партизан    | 3:8  | Феєнорд    | 2:5      | 1:3      |

### 1/4 фіналу
Жеребкування відбулося 18 березня 2022 року.
Перші матчі відбулися 7 квітня 2022 року, матчі-відповіді — 14 квітня.
| Команда 1   | Заг. | Команда 2 | 1-й матч | 2-й матч |
| ----------- | ---- | --------- | -------- | -------- |
| Буде-Глімт  | 2:5  | Рома      | 2:1      | 0:4      |
| Феєнорд     | 6:4  | Славія    | 3:3      | 3:1      |
| Марсель     | 3:1  | ПАОК      | 2:1      | 1:0      |
| Лестер Сіті | 2:1  | ПСВ       | 0:0      | 2:1      |

### 1/2 фіналу
Жеребкування відбулося 18 березня 2022 року.
Перші матчі відбулися 28 квітня 2022 року, матчі-відповіді — 5 травня.
| Команда 1   | Заг. | Команда 2 | 1-й матч | 2-й матч |
| ----------- | ---- | --------- | -------- | -------- |
| Лестер Сіті | 1:2  | Рома      | 1:1      | 0:1      |
| Феєнорд     | 3:2  | Марсель   | 3:2      | 0:0      |

### Фінал
Фінал відбудеться 25 травня 2022 року на стадіоні «Ейр Албанія» у Тирані. Жеребкування пройшло 18 березня 2022, після жеребкування 1/4 та 1/2 фіналу, для визначення адміністративного «господаря» матчу.
| 25 травня 2022 22:00 (21:00 CEST) |

| Рома           | 1:0      | Феєнорд |
| -------------- | -------- | ------- |
| - Дзаніоло 32' | Протокол |         |

| Ейр Албанія, Тирана Глядачів: 19 597 Арбітр: Іштван Ковач (Румунія) |